# 星野光弘
星野 光弘（ほしの みつひろ、1957年（昭和32年）8月1日 - ）は、日本の政治家。埼玉県富士見市長（3期）。元埼玉県議会議員（2期）、元富士見市議会議員（3期）。

## 来歴
埼玉県入間郡富士見村（現・富士見市）生まれ。富士見町立関沢小学校、富士見市立本郷中学校、日本大学豊山高等学校、日本大学経済学部産業経営学科卒業。不動産販売会社勤務を経て、父親の経営する会社に入社。日本青年会議所理事（委員長）を務めた。
2001年（平成13年）、富士見市議会議員に初当選。2011年（平成23年）、埼玉県議会議員選挙に無所属で出馬し初当選。2015年（平成27年）に行われた県議選は自由民主党公認で再選した。
2016年（平成28年）7月31日に行われた富士見市長選挙に自民党推薦で立候補し、日本共産党推薦の元市議の瀬戸口幸子を破り初当選した。投票率は36.08％。8月20日、市長就任。2020年、再選。